# دودی دورن
دودی جِین دورن (به انگلیسی: Dody Jane Dorn؛ زادهٔ ۲۰ آوریل ۱۹۵۵) تدوین‌گر اهل ایالات متحده آمریکا است.
دورن با کارگردان‌های بزرگی همچون ریدلی اسکات، کریستوفر نولان، زک اسنایدر و دیوید آیر، همکاری‌های متعددی داشته‌است.

## فیلم‌شناسی
| سال تولید | نام فیلم                      | نام کارگردان    |
| ۱۹۹۷      | گوئین‌اور                      | آدری ولز        |
| ۱۹۹۸      | روزی که مردم زود بیدار شدم    | اریس الیپولیس   |
| ۲۰۰۰      | ممنتو                         | کریستوفر نولان  |
| ۲۰۰۲      | بی‌خوابی                       | کریستوفر نولان  |
| ۲۰۰۳      | مردان چوب‌کبریتی               | ریدلی اسکات     |
| ۲۰۰۵      | قلمروی بهشت                   | ریدلی اسکات     |
| ۲۰۰۶      | یک سال خوب                    | ریدلی اسکات     |
| ۲۰۰۷      | سال سگ                        | مایک وایت       |
| ۲۰۰۸      | استرالیا                      | باز لورمن       |
| ۲۰۱۰      | من هنوز اینجا هستم            | کیسی افلک       |
| ۲۰۱۲      | پایان کشیک                    | دیوید آیر       |
| ۲۰۱۰      | بلوار لندن                    | ویلیام موناهان  |
| ۲۰۱۴      | خشم                           | دیوید آیر       |
| ۲۰۱۴      | سابوتاژ                       | دیوید آیر       |
| ۲۰۱۶      | بن هور                        | تیمور بکمامبتوف |
| ۲۰۱۷      | پاور رنجرز                    | دن ازرالیت      |
| ۲۰۲۰      | به دوردست‌ها بیا               | برندا چپمن      |
| ۲۰۲۱      | ارتش مردگان                   | زک اسنایدر      |
| ۲۰۲۱      | لیگ عدالت زک اسنایدر          | زک اسنایدر      |
| ۲۰۲۳      | ماه سرکش                      | زک اسنایدر      |
| ۲۰۲۴      | ماه سرکش – قسمت دوم: زخم‌زننده | زک اسنایدر      |
| --------- | ----------------------------- | --------------- |